# Ryczałt
Ryczałt (śrwniem. ritschart) – należna kwota pieniężna w wysokości ustalonej z góry – bez rozliczania kosztów poszczególnych transakcji, np. zryczałtowana opłata pocztowa – kwota ustalona z góry należna za korzystanie z usług pocztowych; ryczałt podatkowy – uproszczona metoda naliczania podatku, bez ustalania podstawy wymiaru podatku.